# Майенфельд
Майенфельд (нем. Maienfeld) — коммуна в Швейцарии, в кантоне Граубюнден. Входит в состав округа Ландкварт. Официальный код — 3953.

## География
Майенфельд находится в 8 км к юго-востоку от города Зарганс, в долине реки Рейн. Площадь коммуны составляет 32,33 км². 44,3 % территории занимают сельскохозяйственные угодья; 31,9 % — леса; 5,4 % — населённые пункты и дороги; оставшиеся 18,4 % — не используются (горы, ледники, реки). Высшая точка на территории общины — гора Граушпиц (2574 м), расположена на границе с Лихтенштейном. Железнодорожная станция Майенфельда расположена на высоте 502 м над уровнем моря.

## Население
Население коммуны по данным на 31 декабря 2012 года составляет 2587 человек. По данным на 2008 год 11,2 % населения составляли иностранные граждане. По данным на 2000 год 92,1 % населения считали родным языком немецкий; 1,5 % — португальский и 1,4 % — романшский.
Гендерный состав населения (на 2000 год): 50,1 % — мужчины и 49,9 % — женщины. Возрастной состав населения: 10,3 % — младше 9 лет; 5,8 % — от 10 до 14 лет; 6,4 % — от 15 до 19 лет; 10,4 % — от 20 до 29 лет; 17,1 % — от 30 до 39 лет; 14,8 % — от 40 до 49 лет; 13,0 % — от 50 до 59 лет; 8,6 % — от 60 до 69 лет; 7,1 % — от 70 до 79 лет; 5,1 % — от 80 до 89 лет и 1,4 % — старше 90 лет.
Динамика численности населения коммуны по годам:
| 1850 | 1900 | 1950 | 1960 | 1970 | 1980 | 1990 | 2000 | 2010 |
| ---- | ---- | ---- | ---- | ---- | ---- | ---- | ---- | ---- |
| 1232 | 1240 | 1568 | 1488 | 1542 | 1716 | 1990 | 2368 | 2554 |

## Галерея

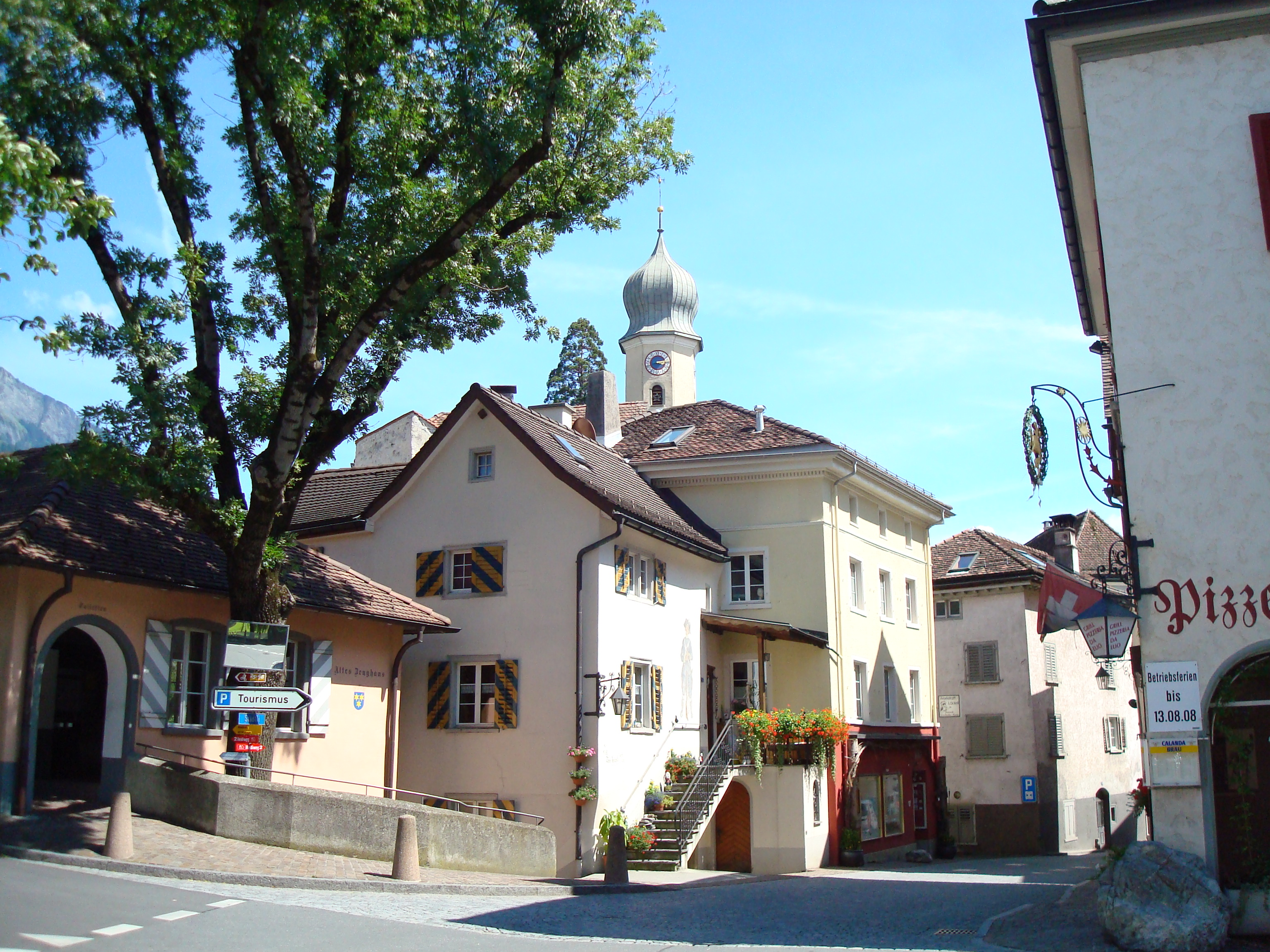
Одна из улиц Майенфельда
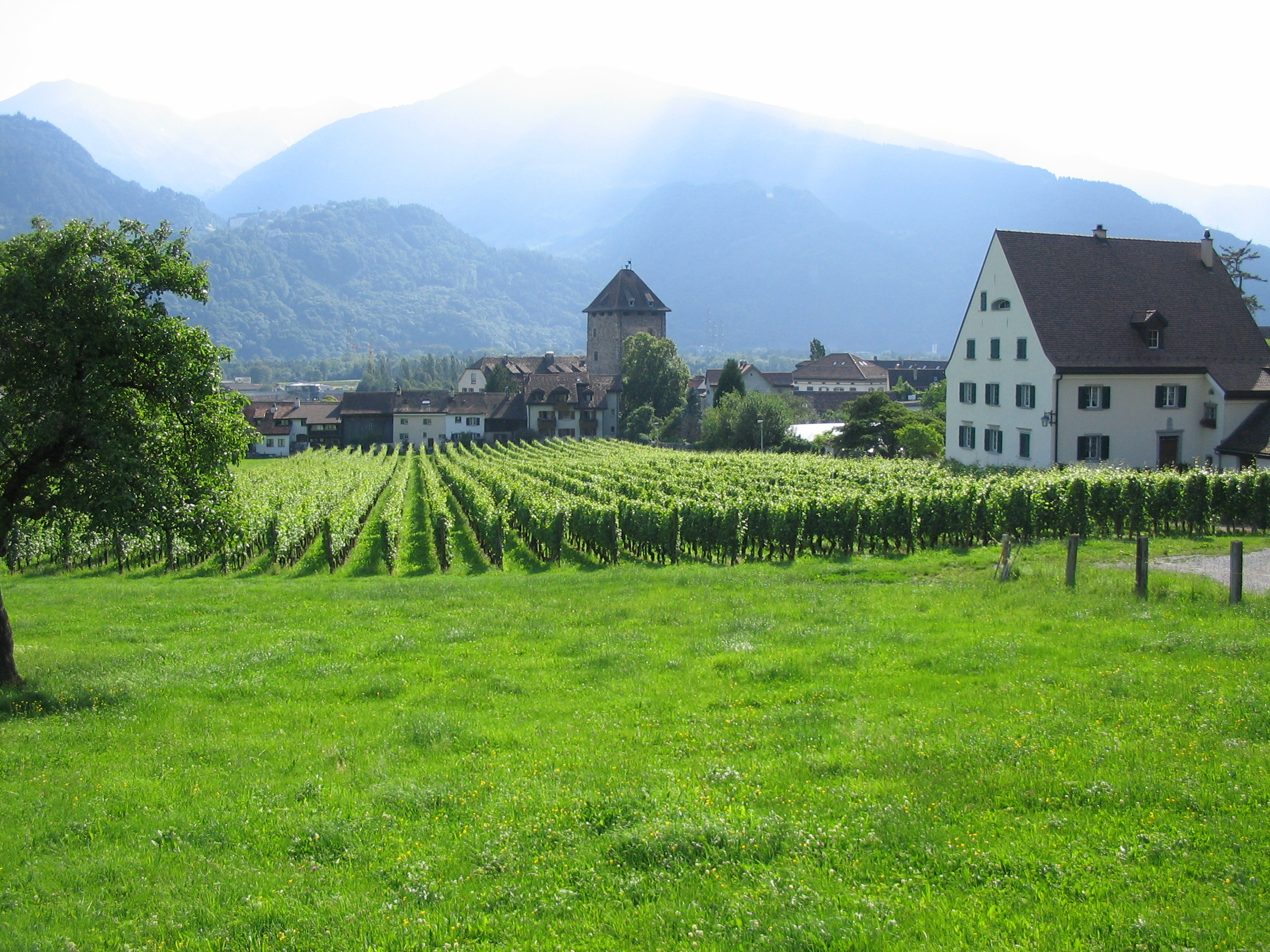
Замок Брандис и виноградники
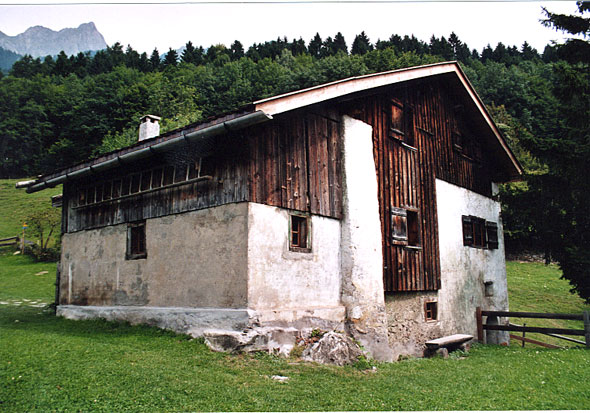
«Домик Хайди» в Майенфельде